# 福原京

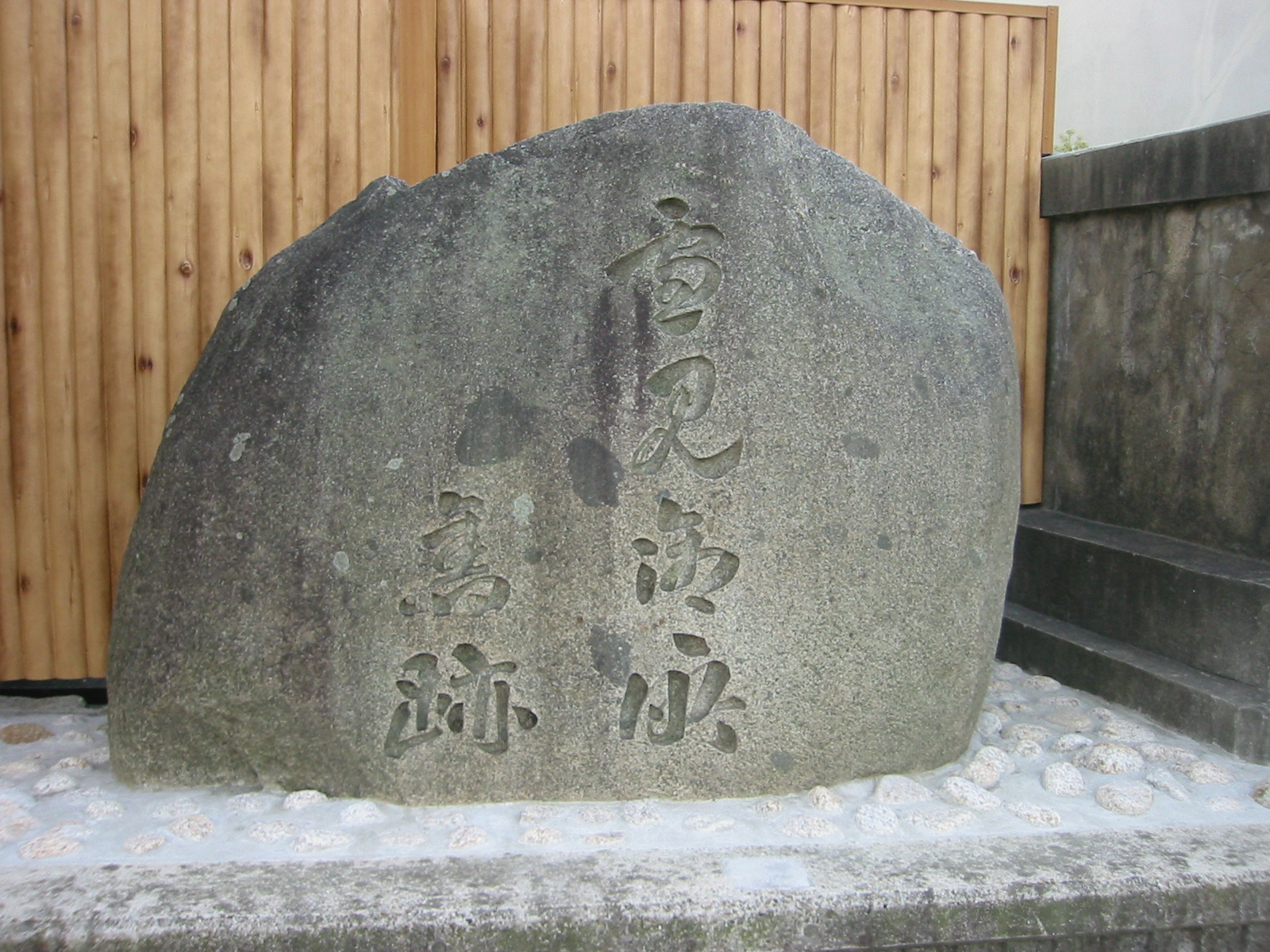
福原雪見御所碑

福原京（ふくはらきょう）は、平安時代末期の治承4年（1180年）、計画のみに終った和田京に続いて、平清盛の主導で造営が進められた日本の首都の通称。

## 概要
場所は現在の兵庫県神戸市中央区から兵庫区北部にあたり（現在の平野あたり）である。平氏の拠点のひとつである貿易港の大輪田泊（現在の兵庫港・神戸港西部）に人工島の経が島（経ヶ島）を築いて整備拡張し、その港を見下ろせる麓に都を置くことが計画された。1169年には雪見御所を構え、平清盛はこの地を気に入り10年間を平野に暮らす。平野は南以外の3方向を山に囲まれた盆地であり、六甲山系を背にして大倉山や会下山などの丘陵が「コの字」に並ぶ地形は、北風を遮り温暖で過ごしやすいことと、敵からの攻撃に備えやすいという理由であったといわれる。さらに、石井川と天王谷川が新湊川に注ぐ合流地点であったこともその理由の一つとされている。清盛は福原遷都後、再興させた北区山田町の明要寺を「西の比叡山」になぞらえ、月参りをしたと伝えられる。参拝には石井川東岸から北に延びる烏原古道を利用した。
清盛は、高倉上皇と平家一門の反対を押し切って遷都を強行したが、それは宋との貿易拡大によって海洋国家の樹立を目指したためともいわれ、都市整備が進めば平氏政権による「福原幕府」のようなものになったとも言われる。当時の公卿・九条兼実は、「平家が南都興福寺を攻撃する」ので、不慮のことがあってはいけないということで、遷都したと予想している。興福寺は以仁王（後白河院の第3皇子）が挙兵して平家に反旗を翻した際に支援していた。
のちに福原京の建造物群は源義仲によって全て焼き払われた。鎌倉幕府によって接収されたとも言われている。

## 福原行幸
治承4年6月2日（1180年6月26日）、京都から摂津国の福原へ安徳天皇・高倉上皇・後白河法皇の行幸が行なわれ、ここに行宮が置かれた。そして平氏政権は福原に隣接する和田（輪田）の地に「和田京」の造営を計画した。和田は現在の兵庫区南部から長田区にまたがる地域にあたる。
九条兼実の日記『玉葉』（治承4＜1180＞年5月30日条）には「来月3日に福原に行幸あるべし」と記されている。兼実は突然の行幸（遷都）に「仰天」した。本来は6月3日の行幸だったはずが2日になったことについては「言語のおよぶところにあらず」と嘆息し、遷都に対しても「天狗の所為、実にただごとにあらず」として「乱世に生まれて、このようなことを見ることになるとは、悲しむべき宿業だ」と批判的に見ている。兼実は6月1日には、使者を清盛のもとに遣わし「私も福原に参るべきでしょうか」と尋ねている。清盛の返答は「宿所がない。だから、すぐに来る必要はない。追ってまた案内する」というものであったという。
当初平安京と同様の条坊制による都市を建設しようとしたが、和田は平地が少なく手狭だったため、すぐにこの計画は行き詰まってしまった。そこで同じ摂津国の昆陽野（兵庫県伊丹市）、さらには播磨国印南野（兵庫県加古川市）に新しい京を造営する話が持ち上がったが、どちらの話も立ち消えとなり、7月には福原をしばらく皇居とし、道路を開通させて親平氏派の一部の人々に限り宅地が与えられることになった。しかし当時幼い安徳天皇に代わり院政を行なっていた高倉上皇は平安京（京都）を放棄せず、福原には離宮を建て、内裏や八省院は必要ないとした。これに対して清盛は、内裏は移建せず、11月の新嘗祭までに私的に皇居を造営し、2年後には八省院などの役所もつくるという方針で構えた。
そして11月には皇居に似せて造られた清盛の私邸が天皇に提供され、17日（12月5日）から20日（8日）に新嘗祭の五節のみが行なわれると（新嘗祭自体は京都で行なわれた）、23日（11日）には京都への還幸となった。京都への還幸は源氏の挙兵に対応するため清盛が決断したといわれている。

## 備考
清盛が様々な構想を持って実施した福原遷都であるが、治天の君である高倉上皇や有力貴族、権門寺院だけではなく、平家一門の大半からも反対されていた。既に京都には平忠盛や平滋子らが眠る墳墓が存在しており（平重盛の墓も京都にあったとする説がある）、平家一門にとって京都は最早切り離せない土地となっていた（皮肉にも清盛以外で遷都に積極的であったのは、これまで清盛と疎遠でありながら治承三年の政変を受けて清盛との関係改善に乗り出していた異母弟の平頼盛であった）。また、平家譜代の家人たちも多くは伊勢や伊賀の出身者が多く、彼らも本拠地から引き離されることに不満を抱いていた。その結果、清盛は一門・家人と対立する形で遷都を強行する形となり、計画の行き詰まりの要因になったと考えられている。父親に従順で、後世には優柔不断な人物と評価される平宗盛も平安京への還都を主張して父・清盛相手に激論を繰り広げたと伝えられている。

## 主な史跡
- 平相国廟（能福寺境内）
- 清盛塚
- 萱の御所跡の碑（薬仙寺境内）
- 雪見御所趾の碑（平清盛の山荘趾）
- 安徳天皇行在所趾の碑（平頼盛山荘趾、荒田八幡神社境内）
- 陣場の井（平教経陣地跡、氷室神社境内）
- 湊川上温泉
- 夢野八幡神社
- 祇園神社